# V. Fliegerkorps
Le V. Fliegerkorps (5e Corps aérien) a été l'un des principaux Corps de la Luftwaffe allemande durant la Seconde Guerre mondiale.

## Création et différentes dénominations
Il a été formé le 11 octobre 1939 à Gersthofen à partir de la 5. Flieger-Division. Ce Corps a été transféré à Bruxelles le 30 novembre 1941 pour devenir un Corps de mouilleurs de mines. Ce plan fut finalement abandonné. La moitié de son Stab est transférée à Marioupol en décembre 1941 et est renommée Sonderstab Krim, tandis que l'autre moitié se retrouve à Smolensk et est renomme Luftwaffenkommando Ost le 1er avril 1942.

## Commandement

Drapeau du chef du Fliegerkorps.

| Début           | Fin          | Grade                | Nom                     |
| --------------- | ------------ | -------------------- | ----------------------- |
| 11 octobre 1939 | 31 mars 1942 | Generalfeldmarschall | Robert Ritter von Greim |

## Chef d'état-major
| Début            | Fin             | Grade        | Nom             |
| ---------------- | --------------- | ------------ | --------------- |
| ?                | ?               | ?            | ?               |
| 27 décembre 1939 | 12 janvier 1940 | Generalmajor | Josef Kammhuber |
| Janvier 1940     | 31 mars 1942    | Oberst       | Hermann Plocher |

## Quartier général
Le quartier général s'est déplacé suivant l'avancement du front.
| Début            | Fin          | Ville                       |
| ---------------- | ------------ | --------------------------- |
| Octobre 1939     | Mai 1940     | Gersthofen près d'Augsbourg |
| 1er juillet 1940 | 16 juin 1941 | Villacoublay                |
| 16 juin 1941     | Juillet 1941 | Lipsko près de Zamosz       |
| Novembre 1941    |              | Mariupol                    |

## Rattachement
| Septembre 1939 - Juin 1941 |  | Luftflotte 3                          |
| Juin 1941 - Décembre 1941  |  | Luftflotte 4                          |
| Décembre 1941 - Mars 1942  |  | Oberbefehlshaber der Luftwaffe (ObdL) |

## Unités subordonnées
- Août 1940 :
  - Kampfgeschwader 51
  - Kampfgeschwader 54
  - Kampfgeschwader 55
  - 4.(F)/Aufklärungsgruppe 121
- Juin 1941 :
  - Jagdgeschwader 3
  - Kampfgeschwader 51
  - Kampfgeschwader 54
  - Kampfgeschwader 55
  - 4.(F)/Aufklärungsgruppe 121